# Norrköpings Badminton Klubb
Norrköpings Badminton Klubb (NBK) bildades 1943 och är en av landets äldsta badmintonklubbar. Den första träningslokalen låg i dåvarande Kommunala Mellanskolan, idag KomVux. 1979 bildades en ekonomisk förening bestående av NBK och några av Norrköpings tennisklubbar för att skapa möjlighet till samlat badminton- och tennisspel i Norrköping.
NBK har genom åren fått fram ett antal spelare av mycket god Sverigeklass och har i seriesammanhang pendlat mellan division 1 och 3. Idag återfinns serielaget i division 3 södra Svealand.
NBK har idag ungefär 200 medlemmar varav drygt 100 är aktiva.